# Lukas Hofer
Lukas Hofer (* 30. září 1989 Bruneck) je italský biatlonista, dvojnásobný bronzový medailista ze zimních olympijských her ze smíšené štafety z let 2014 v Soči a z 2018 v Pchjongčchangu. Střibrnou medaili získal na Mistrovství světa 2011 v závodě s hromadným startem z ruského Chanty-Mansijsku a celkem tři kolektivní medaile ze šampionátů Östersundu a Anterselvě. Je to také trojnásobný medailista z juniorských světových šampionátů.
Ve světovém poháru zvítězil ve své dosavadní kariéře ve dvou individuálních a ve čtyřech kolektivních závodech.

## Výsledky

### Olympijské hry a mistrovství světa
Hofer je desetinásobným účastníkem Mistrovství světa v biatlonu a trojnásobným účastníkem zimních olympijských her. Jeho nejlepším výsledkem v závodech jednotlivců je třetí místo ze závodu s hromadným startem z ruského Chanty-Mansijsku v roce 2011. V týmovém závodě se dokázal čtyřikrát umístit na stupních vítězů, poprvé se smíšenou štafetou na zimní olympiadě v ruské Soči.
| Sezóna  | Akce | Místo                | SP  | SZ  | HZ  | IZ  | ŠT  | SŠT | SZD | Věk    |
| ------- | ---- | -------------------- | --- | --- | --- | --- | --- | --- | --- | ------ |
| 2009/10 | ZOH  | Vancouver            | 56. | 54. | –   | 46. | 12. | –   | ×   | 20 let |
| 2009/10 | MS   | Chanty-Mansijsk      | ×   | ×   | ×   | ×   | ×   | 8.  | ×   | 20 let |
| 2010/11 | MS   | Chanty-Mansijsk      | 16. | 9.  | 2.  | 27. | 5.  | 5.  | ×   | 21 let |
| 2011/12 | MS   | Ruhpolding           | 31. | 13. | 16. | 20. | 4.  | 9.  | ×   | 22 let |
| 2012/13 | MS   | Nové Město na Moravě | 14. | 11. | 21. | 7.  | 7.  | 4.  | ×   | 23 let |
| 2013/14 | ZOH  | Soči                 | 12. | 17. | DNF | 14. | 5.  | 3.  | ×   | 24 let |
| 2014/15 | MS   | Kontiolahti          | 24. | 30. | –   | 50. | 12. | 7.  | ×   | 25 let |
| 2015/16 | MS   | Oslo                 | 75. | –   | –   | 31. | 11. | 8.  | ×   | 26 let |
| 2016/17 | MS   | Hochfilzen           | 56. | DNS | –   | 34. | 5.  | 4.  | ×   | 27 let |
| 2017/18 | ZOH  | Pchjongčchang        | 10. | 10. | 18. | 63. | 12. | 3.  | ×   | 28 let |
| 2018/19 | MS   | Östersund            | 52. | 42. | 17. | 5.  | 15. | 3.  | 2.  | 29 let |
| 2019/20 | MS   | Anterselva           | 21. | 20. | 18. | 13. | 7.  | 2.  | 9.  | 30 let |
| 2020/21 | MS   | Pokljuka             | 13. | 15. | 7.  | 19. | 6.  | 8.  | 5.  | 31 let |
| 2021/22 | ZOH  | Peking               | 14. | 4.  | 27. | 27. | 7.  | 9.  | ×   | 32 let |
| 2022/23 | MS   | Oberhof              | 28. | 35. | –   | 72. | 7.  | –   | –   | 33 let |
| 2023/24 | MS   | Nové Město na Moravě | 18. | 9.  | 19. | 24. | 6.  | –   | –   | 34 let |
| 2024/25 | MS   | Lenzerheide          | 16. | 20. | 8.  | 70. | 5.  | 7.  | –   | 35 let |

Poznámka: Výsledky z mistrovství světa se do celkového hodnocení světového poháru dříve započítávaly, od mistrovství světa v roce 2023 se nezapočítávají; výsledky z olympijských her se také započítávaly, od olympijských her v Soči 2014 se nezapočítávají.

### Juniorská mistrovství
Zúčastnil se tří juniorských šampionátů v biatlonu. Má dvě zlaté medaile z individuálních disciplín, a to z kanadského Canmore z roku 2009 ze sprintu a ze stíhacího závodu. Navíc získal bronzovou medaili ze závodu štafet z německého Ruhpoldingu v roce 2008.
| Sezóna  | Akce | Místo      | SP  | SZ  | IZ  | ŠT  | Věk    |
| ------- | ---- | ---------- | --- | --- | --- | --- | ------ |
| 2006/07 | MSJ  | Martell    | 29. | 22. | 23. | 13. | 17 let |
| 2007/08 | MSJ  | Ruhpolding | 15. | 4.  | 4.  | 3.  | 18 let |
| 2008/09 | MSJ  | Canmore    | 1.  | 1.  | 44. | 7.  | 19 let |

#### Celkové hodnocení světového poháru
- Světový pohár v biatlonu 2009/2010 – 50. místo
- Světový pohár v biatlonu 2010/2011 – 12. místo
- Světový pohár v biatlonu 2011/2012 – 24. místo
- Světový pohár v biatlonu 2012/2013 – 20. místo
- Světový pohár v biatlonu 2013/2014 – 14. místo
- Světový pohár v biatlonu 2014/2015 – 38. místo

## Vítězství v závodech světového poháru

### Individuální
| Č. | sezóna    | datum           | místo              | disciplína |
| -- | --------- | --------------- | ------------------ | ---------- |
| 1. | 2013/2014 | 17. ledna 2014  | Anterselva, Itálie | sprint     |
| 2. | 2020/2021 | 19. března 2021 | Östersund, Švédsko | sprint     |

### Kolektivní
| Č. | sezóna    | datum              | místo                         | disciplína           |
| -- | --------- | ------------------ | ----------------------------- | -------------------- |
| 1. | 2011/2012 | 5. ledna 2012      | Oberhof, Německo              | štafeta              |
| 2. | 2017/2018 | 10. března 2018    | Kontiolahti, Finsko           | smíšená štafeta      |
| 3. | 2018/2019 | 17. února 2019     | Soldier Hollow, Spojené státy | smíšený závod dvojic |
| 4. | 2019/2020 | 30. listopadu 2019 | Östersund, Švédsko            | smíšená štafeta      |

### Profily
- Lukas Hofer v databázi Mezinárodní biatlonové unie (anglicky)
- Lukas Hofer v databázi Olympedia (anglicky)